# Cantharis pyrenaea
Cantharis pyrenaea é uma espécie de insetos coleópteros polífagos pertencente à família Cantharidae.
A autoridade científica da espécie é Pic, tendo sido descrita no ano de 1906.
Trata-se de uma espécie presente no território português.